# 闇鍋
闇鍋（やみなべ）とは、それぞれ自分以外には不明な材料を複数人で持ち寄り、暗中で調理して食べる鍋料理。通常では鍋料理には用いない食材が利用される事が多い。食事を目的とした料理というよりは遊び、イベントとしての色彩が濃い。基本的に一度自身の皿に取った物は食べなければならない。

## 歴史
平安時代の宮廷社会において、参加者が各々1品料理を持参する「一種物（いっすもの）」と呼ばれる持ち寄りの宴会がしばしば催された。この習慣は室町時代には庶民にも広がり、「各出（かくせつ）」とも呼ばれた。現在でもこの種の宴会は地方によってはこう呼ばれる。
同時期に亭主が鍋と出汁を用意し、講の参加者が具材を持ち寄る「一寸物」あるいは「汁講」（汁会、単に汁ともいう）が開かれ始める。京都の年中行事を記録した『日次紀事』(1676)によれば、近所の連帯を強める目的で開かれる連絡会のような催しだった。しかし、次第にこの催しも饗宴の楽しみを帯びてゆく。
明治時代に入り「闇汁」（やみじる）と呼ばれる宴会形式が始まる。方法は上述の闇鍋と同様だが、真面目な人はそれなりに食べられるものを入れた。中には草鞋が入っていたという伝説もある。正岡子規をはじめとするホトトギスのメンバーが行った闇汁の記録が『闇汁図解』として遺されている。
内藤鳴雪の旧藩で若いものが時々したものから名を取ったもので、旧藩で行われていた闇汁とは、闇の夜に野外の小川で網を打ち、かかったものを見ずにそのまま鍋に入れて食べる度胸試しだった。「闇夜汁」（やみのよじる）とも。
明治以降に銃によって乱獲されたトキの肉を豆腐・ネギ・ゴボウ・ニド芋などと煮た料理も江戸時代では戒められていた殺生を行うことから「闇夜汁」や「闇夜鍋」と呼ばれていた。
津市では、潮汐に合わせて沖に網を張り、取り残された魚を捕る楯干しという行事が戦後しばらくまで続き、ハソリと呼ばれる大鍋で野菜と一緒に煮込んだ「闇鍋」（やみなべ）が振舞われた。

## 派生的な語法
本来の意味から転じて、なんでもありの状態を、闇鍋と称することがある。使用例としては、闇鍋音楽祭、闇鍋風カレー、などである。
また、先がみえず箸を入れる勇気を問われる状況の比喩にも用いられる。